# Rhapsodie de Miluccio
Rhapsodie (en italien : Rapsodia) est une œuvre pour clarinette seule du clarinettiste et compositeur napolitain Giacomo Miluccio (1922-1999) composée en 1978,.
La pièce dans un style classique commence par une mélodie simple avec un mouvement assez lent dans le registre grave; elle est marquée Passionale, suivie d'une partie Scherzando avec des traits virtuoses et d'une partie Tranquillo. Dans la suite, la pièce emploie le registre aigu de la clarinette et le rythme s'accélère. Elle se termine en reprenant a tempo avec une indication morendo.
L'ambiance de la pièce se révèle marquée d'une profonde nostalgie. 

« Dans une forme absolument libre et rhapsodique, nous voyons comment les suggestions purement napolitaines et orientales (voir l'insistance sur certains demi-tons), sont mises au service - dans une atmosphère vaguement parfumée de fa mineur - des inventions du compositeur, de ses mélancolies et de ses improvisations libres. »

— Emanuela Grimaccia, Note
La première de l'œuvre a été jouée par son élève Giovanni De Falco à Naples en 1978. 
La pièce est publiée aux éditions Alphonse Leduc en 1979.
Giacomo Miluccio a également composé huit grandes études de technique mélodique (clarinette seule).

## Enregistrements
- Andras Horn, Clarinettist Composers, (Hungaroton 32309, 2005)
- Sergio Bosi, 20th-century italian clarinet solos (Naxos, 2012)[1].